# Klement VIII. (vzdoropapež)
Klement VIII. (latinsky Clemens Octavus), vlastním jménem Gil Sanchez Muñoz y Carbón (1370, Teruel – 28. prosince 1447, Mallorca) byl španělský duchovní a vzdoropapež Martina V. (v období od 10. června 1423 do 26. července 1429).
Jeho zvolení vzdoropapežem lze považovat za jeden z dozvuků velkého západního schizmatu (trvalo v letech 1378–1417).
Pocházel z aragonského města Teruel a poprvé se významněji projevil jako blízký spolupracovník kardinála Pedra de Luna (pozdějšího vzdoropapeže Benedikta XIII.). Těsně před Benediktovou smrtí zastával funkci opata ve Valencii a kněze v rodném městě.
Po Benediktově skonu byl prohlášen jeho nástupcem, přestože od listopadu 1417 měla římská církev řádně zvoleného papeže Martina V. I když mu bylo jasné, že nemá legitimní moc, vykonával činnosti související s papežským úřadem (mj. navrhl dalšího vzdoropapeže Benedikta XIV.). Za své sídlo si zvolil město Peñíscola na pobřeží Středozemního moře.
Na nátlak aragonského krále Alfonse V. a jeho vyslance, kardinála Alfonse de Borja (pozdějšího papeže Kalixta III.) abdikoval a na důstojné ceremonii 26. července 1429 se ochotně podrobil právoplatnému papeži. 14. srpna 1429 složil Martinovi V. přísahu věrnosti a ten ho vzápětí jmenoval biskupem na Baleárském ostrově Mallorce. Úřad zastával až do své smrti a v hlavním městě ostrova Palma de Mallorca byl v místní katedrále pohřben.